# Sferisterio (Bologna)
Lo sferisterio, ora impianto Achille Baratti, chiamato colloquialmente "palestra Baratti", era uno sferisterio poi riconvertito a palestra multiuso situata a Bologna in via Irnerio, 4 presso il giardino della Montagnola nel quartiere Santo Stefano; venne aperto nel 1822 e coperto nel 1955.
Il campo da gioco era grande 97,10 × 17,48 m e tuttora è composto da tre palestre di queste dimensioni:
- Palestra 1: 40 × 20 m in mattonelle per pattinaggio a rotelle e calcio a 5,
- Palestra 2: 30 × 20 m in sintetico per il basket,
- Palestra 3: 30 × 20 m in sintetico per la pallavolo.

## Storia
Inaugurato il 15 marzo 1821, con una partita di pallone col bracciale sotto la pioggia, non avendo il tetto, fu la struttura che accolse i tifosi di tale sport fino al 1946 quando venne disputata l'ultima partita al bracciale. Nel 1939 diventò edificio tutelato con qualifica di monumento nazionale.
Nel 1955 venne coperto per essere utilizzato come padiglione dell'Ente Fiera di Bologna e in seguito fu suddiviso in tre settori per la pratica del basket, della pallavolo, del calcio a 5 e del pattinaggio a rotelle. Tuttora il settore pallavolo è utilizzato dall'Ellepi Volley, parte della Polisportiva Ellepi che gestisce l'impianto, mentre il settore basket è utilizzato dalla Pickandroll 66.